# Jørpeland
Jørpeland is een plaats in de Noorse gemeente Strand, provincie Rogaland. Jørpeland telt 5677 inwoners (2007) en heeft een oppervlakte van 4,18 km².